# Giuseppe Citanna
Giuseppe Citanna (Limbadi, 4 luglio 1890 – Trieste, 1978) è stato un critico letterario italiano.

## Biografia
Nacque in un piccolo centro agricolo calabrese in provincia di Catanzaro. Compiuti gli studi secondari, frequentò come molti suoi conterranei l'università "Federico II" di Napoli, allora l'unico grande ateneo del Mezzogiorno. Ivi conseguì la laurea in lettere nel 1914, con una tesi su Ugo Foscolo. Questo lavoro fu poi pubblicato sei anni più tardi, con l'interessamento e il favore esplicito di Benedetto Croce, col titolo La poesia di Ugo Foscolo (1920) in una collana dell'editore Laterza di Bari. Lo stesso Croce, oltre a recensire favorevolmente questo volume, in un successivo saggio incluso nell'opera crociana Poesia e non poesia (1923), «ne riecheggiò alcuni motivi, ai quali maggiormente si rivolgeva il suo assenso, fondendoli con i lineamenti essenziali del suo giudizio».
Il primo incontro del Citanna col grande filosofo era già avvenuto nel 1916, quando fu pubblicata col titolo Canti sereni una minuscola raccolta di liriche molto lodata dal Croce. Ne derivò un rapporto di stima ed amicizia destinato a durare a lungo e ad incidere molto sugli orientamenti critici del Citanna, i quali furono di chiara impronta idealistica e con forti richiami a Francesco De Sanctis.
Oltre ad insegnare nelle scuole secondarie, dal 1930 al 1939 fu libero docente di letteratura italiana alle università di Napoli e Milano. Avendo poi superato il concorso come docente universitario di ruolo, insegnò per un decennio (1939-1950) nell'università di Cagliari e successivamente in quella di Trieste, fino al 1965, allorché fu collocato a riposo per raggiunti limiti di età.
Fu collaboratore di riviste letterarie di grande prestigio, come «La Critica», «Il Giornale storico della letteratura italiana», «Nuova Antologia». Morì a Trieste nel 1978, quasi novantenne e ancora dedito ai suoi studi letterari.

## Opere
- La poesia di Ugo Foscolo. Saggio critico, Bari, Laterza, 1920.
- Le più belle pagine di Aleardo Aleardi, scelte da Giuseppe Citanna , Milano, Treves, 1932.
- Il romanticismo e la poesia italiana dal Parini al Carducci. Saggio storico-critico, Bari, Laterza, 1935.
- Saggi su la poesia del Rinascimento, Milano, Trevisini, 1939.
- Giosuè Carducci, in Autori vari, Letteratura italiana - I Maggiori, volume secondo, Milano, Marzorati, 1956, pp. 1161-1201.
- Riflessioni sulla critica odierna della «Gerusalemme liberata», in Autori vari, Studi di varia umanità in onore di Francesco Flora, Milano, Mondadori, 1963, pp. 409-422.
- Flora e l'esperienza crociana, ivi, pp. 1111-1112.
- Il canto XXV del Purgatorio, Firenze, Le Monnier, 1965.

Ai suddetti saggi vanno aggiunti quelli apparsi su varie riviste letterarie. Se ne forniscono qui di seguito alcuni titoli:
- Il mondo ideale e l'arte di Alessandro Manzoni, in «La Critica», XXIV, 1926, pp. 222-238.
- Il problema della storia letteraria e l'opera del De Sanctis, in «Pegaso», I, 1929, 10, pp. 414-419.
- I «Promessi sposi» sono un'opera di poesia?, in «La nuova Italia», I, 1930, pp. 225-231.
- Il Romanticismo e la critica letteraria, in «La nuova Italia», II, 1931, pp. 169-178.
- Ritratti critici di contemporanei - Francesco Gaeta, in «Belfagor», I, 1946, pp. 590-594.
- La poesia del Giotti, in «Pagine istriane», VII, 1956, 26-27, pp. 19-28